# Roland Storme
Pour les articles homonymes, voir Storme.
Roland Storme, né le 25 janvier 1934 et mort le 23 novembre 2022, est un ancien footballeur belge. 
Il a remporté le Soulier d'Or en 1958. Sa carrière s'est déroulée dans deux clubs: La Gantoise et FC Bruges. Transféré de La Gantoise au FC Bruges en 1960, il y a joué jusqu'en 1964 avant de revenir à ses premières amours.
Il a été 10 fois international belge.